# Maxantonia notata
Maxantonia notata is een halfvleugelig insect uit de familie schuimcicaden (Cercopidae). De wetenschappelijke naam van deze soort is voor het eerst geldig gepubliceerd in 1851 door Walker.